# オーディオコーデック
オーディオコーデック とは音声データをエンコードまたはデコードするコーデック。また、デジタルデータストリームをエンコードまたはデコードできるデバイスまたはコンピュータープログラムを指す。
ソフトウェアでは、オーディオコーデックは特定のオーディオファイルまたはストリーミングメディアオーディオコーディング形式に従ってデジタルオーディオデータを圧縮および圧縮解除するアルゴリズムを実装するコンピュータープログラムを指す。アルゴリズムの目的は、品質を維持しながら、最小限のビット数で高忠実度のオーディオ信号を表現することである。これにより、保存されたオーディオファイルの送信に必要なストレージスペースと帯域幅を効果的に削減できる。 
ほとんどのソフトウェアコーデックは、1つまたは複数のマルチメディアプレーヤーに接続するライブラリとして実装される。最新のオーディオ圧縮アルゴリズムのほとんどは、修正離散コサイン変換（MDCT）コーディングと線形予測コーディング （LPC）に基づいている。
ハードウェアでは、オーディオコーデックはアナログオーディオをデジタル信号としてエンコードし、デジタルをアナログにデコードする単一のデバイスを指す。つまり、同じクロック信号で動作するアナログ-デジタルコンバーター（ADC）とデジタル-アナログコンバーター（DAC）の両方が含まれる。これは、たとえば、オーディオの入力と出力の両方をサポートするサウンドカードで使用される。ハードウェアオーディオコーデックは、AC-Link、 Inter-IC Sound(I²S)、 SPI、I²Cなどのバスを使用してデジタルデータを送受信する。最も一般的なものは、デジタルデータではリニアPCMであり、これはほとんどのコーデックがサポートする唯一の形式だが、一部のレガシーコーデックはテレフォニー用のG.711など他の形式をサポートする。